# De zwarte hoeden
De zwarte hoeden (en 3 verdere avonturen van Robbedoes en Kwabbernoot) is het derde album uit de stripreeks Robbedoes en Kwabbernoot. Het album wordt sinds 1952 uitgegeven bij Dupuis. Het album bestaat uit vier verhalen, waarvan twee van André Franquin (De zwarte hoeden en Mysterie aan de grens) en twee van Jijé (De wereld op zijn kop en Robbedoes en de kikvorsmensen).
De zwarte hoeden had bij de eerste druk nog geen volgnummer. Pas bij de herdruk van 1966 werd op het album aangegeven dat het het derde album uit de reeks betreft.

## Achtergrond
In weekblad Spirou/Robbedoes werd De wereld op zijn kop in 1949 voorgepubliceerd (nummers 575-588). Het titelverhaal dateert uit 1950 (nummers 617-635), gevolgd door Mysterie aan de grens (nummers 636-652). Robbedoes en de kikvorsmensen werd dan weer in 1951 voorgepubliceerd (nummers 686-692). Tussen De wereld op zijn kop en De zwarte hoeden verscheen in het tijdschrift nog Robbedoes bij de pygmeeën en tussen Mysterie aan de grens en Robbedoes en de kikvorsmensen zat nog het verhaal Er is een tovenaar in Rommelgem. Die verhalen verschenen respectievelijk in album 1 en 2 uit de reeks.
Hoewel Franquin al sinds enkele verhalen de tekenaar van Robbedoes en Kwabbernoot was, tekende dus ook voorganger en Franquins leermeester Jijé nog twee verhalen voor de reeks. De reden was eenvoudig: Jijé had zin om nog eens aan de reeks te werken. Het gaf Franquin ook even een rustpauze tussen twee verhalen door. Franquin leverde zelf wel de aankondiging in Spirou voor het verhaal Robbedoes en de kikvorsmensen en voor een bundel 29 van hetzelfde blad deed hij de lettering en tekende hij Robbedoes, Kwabbernoot en Spip bij een covertekening die hoort bij De wereld op zijn kop. Hij was er echter niet gelukkig om dat zijn verhalen en die van Jijé in één stripalbum verschenen. Hij vond het niet goed dat de twee verschillende stijlen en sferen in één album werden opgenomen. Robbedoes en de kikvorsmensen werd uiteindelijk Jijés laatste bijdrage, vanaf dan was Franquin de enige tekenaar.

### Inspiratiebronnen
Het idee voor het verhaal De zwarte hoeden kwam uit Franquins directe omgeving. Hij was zelf net enkele maanden met Jijé, diens gezin en Morris naar de Verenigde Staten geweest. Ook de wagen van de filmproducent uit het verhaal is gebaseerd op die reis: de bewuste Hudson is gebaseerd op de auto waarmee ze door Amerika trokken, zij het dat hij er voor de strip een cabriolet van maakte. Niet alleen de locatie en de wagen, maar ook reisgenoot Morris had zijn rol in de totstandkoming van het verhaal. Franquin zag Morris tijdens de reis tekenen en kreeg zo zin om ook iets met paarden te maken. Om zich te documenteren voor de bewegingen van de paarden, riep hij de hulp in van Georges Salmon, een vriend die hij leerde kennen bij tekenfilmstudio CBA. Diens camera kon filmen met 64 beelden per seconde (gebruikelijk was 18), wat interessant is bij vertraagd afspelen. Franquin wou dit gebruiken om de beweging van de benen van paarden tijdens het rennen te kunnen zien. Salmon en Franquin gingen daarvoor beelden maken op de hippodroom van Bosvoorde.
Een andere hobby van Salmon lag aan de basis van Mysterie aan de grens: modelvliegtuigjes. Salmon ging samen met zijn vrouw of vrienden naar een veld waar ze vliegtuigen oplieten, zij het geen met afstandsbediening, maar modellen die gelanceerd werden en zo gebouwd waren dat ze spontaan rechtsomkeert maakten. Franquin ging geregeld mee naar zo'n bijeenkomsten en maakte er schetsen en vergaarde er info. Een andere inspiratiebron waren tochtjes die Franquin en zijn vrouw maakten in de Ardennen. De locatie, de Frans-Belgische grens, werd gebruikt en in het verhaal werd ook de auto gebruikt waarmee het koppel die tochtjes deed: een Citroën Traction Avant.
Ook Jijé speelde in Robbedoes en de kikvorsmensen met zijn omgeving: in het havenstadje heeft hij zichzelf en Will uitgebeeld. Het havenstadje zelf is gebaseerd op het Franse Cassis. Toen Jijé terugkwam uit de Verenigde Staten, wou hij zich vestigen in een zonnig oord, liefst bij de zee. Samen met zijn gezin en Will ging hij daarvoor rondkijken in Cassis. Ze zijn daar uiteindelijk een jaar gebleven.

### Vernieuwingen in de reeks
Tijdens de voorpublicatie van Mysterie aan de grens werd er gesleuteld aan de bladschikking van de avonturen van Robbedoes en Kwabbernoot. Tot dan stonden er op het titelblad van het tijdschrift een hoofding en daaronder vier stroken van drie prentjes van het Robbedoes en Kwabbernoot-verhaal. Op andere pagina's waren dat vijf stroken. De nieuwe schikking, die gunstiger uitpakte voor Franquins tekenstijl, was er een van drie stroken met twee prentjes voor het omslag en vier stroken voor binnenin. Dit resulteerde dus in grotere vakjes. Voor de albumuitgave werden de prentjes wel verkleind en herschikt naar het oude formaat. Hier en daar werd nog een prentje toegevoegd of vervangen.
Mysterie aan de grens was nog in een ander opzicht vernieuwend voor de reeks: Franquin leek voor dit verhaal voor het eerst een scenario te hebben gebruikt.

## Verhalen

### De zwarte hoeden
Robbedoes en Kwabbernoot worden door hun redactie naar het Wilde Westen gestuurd om er een reportage te maken. Ze worden echter snel op de feiten gedrukt: de modernisering heeft niet gewacht op hun komst en het Wilde Westen lijkt verdwenen. Kwabbernoot beklaagt zich over de situatie. Een Amerikaan met sigaar hoort het gesprek en vertelt hen dat het Wilde Westen toch nog bestaat, in Tombstone. De volgende dag vertrekt er een postkoets die de twee helden erheen kan brengen.
Met aangepaste cowboykledij en in gezelschap van begrafenisondernemer Kistenmakers stappen ze die dag op de postkoets. Op hun weg door de woestijn worden de koets overvallen door de gebroeders Smith. Robbedoes en Kwabbernoot krijgen revolvers en schieten in de lucht. Als bij wonder vallen de paarden van de broers neer. De broers krabbelen recht terwijl de koets zijn weg verderzet.
Aangekomen in Tombstone worden ze vanwege hun overwinning op de Smiths onvrijwillig benoemd tot hulpsheriff. Ze krijgen van de sheriff, een schreeuwlelijk, al meteen de opdracht een bankovervaller in te rekenen. Meneer Kistenmakers volgt hen van op een afstandje en met zijn hulp overmeesteren ze de bandiet. In Tombstone worden Robbedoes en Kwabbernoot als helden beschouwd en door hun zwart hoofddeksel worden ze er bekend als de zwarte hoeden. Hun volgende opdracht is het arresteren van Jack de reus. Met enige list weet Robbedoes hem in te rekenen. Daarna bieden Robbedoes en Kwabbernoot hun ontslag aan. De sheriff is het er niet mee eens, maar Robbedoes en Kwabbernoot nemen de benen. De sheriff zet met een aantal helpers de achtervolging in en kan de twee helden in een kloof insluiten. Hij daagt hen uit voor een duel.
Op dat moment komt de Amerikaan met de sigaar in een grote Amerikaanse wagen aan. De sheriff begroet de man vriendelijk. De Amerikaan maakt duidelijk dat Tombstone geen echte stad is, maar een stad gebouwd om er een film te draaien. Robbedoes en Kwabbernoot zijn dus beetgenomen. Zo wordt ook duidelijk dat Kistenmakers bij alle gevechten de scherpschutter was en niet de onervaren helden. Robbedoes reageert opgelucht wanneer hij verneemt dat zijn wapen niet echt geladen was. Hij trekt zijn revolver en schiet ... het licht van de wagen kapot. De gedachte dat het wapen al die tijd dus wél echt geladen was, doet de sheriff ineenzakken van de gedachte wat er allemaal had kunnen misgaan zo.

### De wereld op zijn kop
Robbedoes gaat binnen in zijn appartement en wordt plots aangetrokken door het plafond en moet noodgedwongen met zijn hoofd naar beneden leven. Hij belt Kwabbernoot om hulp. In zijn aanwezigheid valt Robbedoes plots weer op de grond, maar in de nacht zweeft hij opnieuw richting plafond. Van woede stampt Robbedoes zo hard op het plafond dat er een stuk van naar beneden komt. Daardoor kan hij ineens zijn bovenbuur horen, die een sarcastische lach laat horen. Robbedoes en Kwabbernoot gaan bij de man op bezoek en hij blijkt inderdaad de schuldige. Hij stelt zich voor als magiër Abdaka Abraka en stuurt de twee vrienden wandelen, nadat hij Robbedoes weer tegen de grond heeft laten kwakken. Uit schrik verlaten ze het huis.
Op hun weg laat Abraka Robbedoes weer de lucht ingaan. Robbedoes klampt zich vast aan Kwabbernoot. Het tafereel trekt heel wat kijklustigen. De politie komt kwaad op hen af en neemt hen mee naar het politiekantoor. Daar binnen laat Abraka Robbedoes weer vallen. De commissaris stuurt twee agenten naar Abraka, maar die laat zich niet makkelijk vangen: hij stuurt ook de agenten richting zoldering. Abraka gaat buiten en gaat daar door met mensen in de lucht te brengen. Terwijl argeloze mensen in de lucht hangen, plundert hij hun zakken.
Robbedoes heeft een plan om Abraka te pakken. Hij koopt voor hem en Kwabbernoot een paar loden schoenen van een klassiek duikpak en gaan daarna op zoek naar Abraka. Ze vinden hem en hij probeert hen weer de lucht in te brengen. Door de loden schoenen blijven Robbedoes en Kwabbernoot echter op de begane grond. Abraka denkt dat hij zijn kracht kwijt is, stort in en wordt gek. Robbedoes en Kwabbernoot stoppen hem in een psychiatrische instelling.

### Robbedoes en de kikvorsmensen
Kwabbernoot is aan de Middellandse Zee een zaakje begonnen: hij voert toeristen per boot rond in een baai. Op een tocht met Robbedoes een oud vrouwtje komt zijn schip zonder brandstof te zitten. Het vrouwtje wordt door een andere toeristenboot meegenomen, maar Robbedoes en Kwabbernoot blijven op het water dobberen.
In de nacht worden ze per boot overvallen. De bandieten lijken iets te zoeken, maar moeten met lege handen de boot verlaten. Per ongeluk schiet een van hen tijdens de aftocht de boot van Kwabbernoot lek. Robbedoes en Kwabbernoot kunnen tijdig aan wal tussen de rotsen. Daar vinden ze een grot. Die is echter al bewoond door een zeeman, die zich schuilhoudt voor de bandieten die Robbedoes en Kwabbernoot net tegenkwamen. Hij is ontsnapt uit de gevangenis om zijn onschuld te bewijzen in een zaak met verdwenen diamanten. De bandieten lijken van zijn plannen op de hoogte. Robbedoes en Kwabbernoot bieden de man hun hulp aan.
De volgende dag gaat de man in het water op zoek naar zijn bewijzen. Tijdens zijn duik wacht Robbedoes tussen de rotsen. De bandieten zijn daar echter ook weer en proberen Robbedoes van kant te maken terwijl een van hen ook gaat duiken. Kwabbernoot zag het tafereel van op een afstandje en komt zijn vriend uit de handen van de bandieten bevrijden. Robbedoes springt op zijn beurt het water in om de zeeman te helpen. Die heeft net een bewijs voor zijn onschuld gevonden. Robbedoes kan net op tijd verhinderen dat de man wordt neergestoken, terwijl Spip Kwabbernoot nog helpt bij het overmeesteren van nog een andere bandiet. Op de wal worden alle schurken vastgebonden.

### Mysterie aan de grens
Tussen Frankrijk en België is een plaag van drugssmokkel aan de gang. De gesmokkelde drug heet hicoïne en geeft de gebruikers een sterke hik. Robbedoes en Kwabbernoot gaan politie-inspecteur Koelbloed interviewen. Ze schieten niet veel op met het gesprek en gaan de omgeving daarop even verkennen. Daar zien ze een modelvliegtuigje dat vreemde sprongen maakt, alsof de bestuurder de hik heeft. Robbedoes ziet in het vliegtuigje een handige manier om onopvallend de grens over te gaan. Ze volgen het toestel tot bij hun eigenaars en stellen vast dat Robbedoes' vermoeden klopt. Ze proberen inspecteur Koelbloed in te lichten, maar hij hecht geen geloof aan hun verhaal en jaagt hen weg.
Om de inspecteur te overtuigen, gaan de twee helden op zoek naar bewijsmateriaal. Terwijl een van de twee smokkelaars weg is, overvallen ze de andere en stelen de zender van het vliegtuig. Ze zetten die vervolgens op bij de inspecteur, die uiteindelijk wel moet vaststellen dat het vliegtuigje hicoïne bevat. Hij wil de twee smokkelaars inrekenen, maar intussen is de ene smokkelaar terug en bevrijdt hij zijn compagnon. Ze stelen Koelbloeds wagen, waarna die een motorfiets van een toevallige passant aanslaat. Met z'n drieën zetten ze de achtervolging in. Koelbloed zit in het zijspan en dat raakt onderweg los van de rest van de motorfiets. Robbedoes en Kwabbernoot zetten de achtervolging alleen verder en uiteindelijk belanden zij en de schurken samen tegen een boom. Ze komen alle vier in het ziekenhuis terecht. Daar bedenkt een van de smokkelaars dat ze het adresboekje met hun leveranciers moeten vernietigen. Robbedoes en Kwabbernoot, die in dezelfde kamer liggen, zijn echter alert en kunnen het boekje afnemen en aan de politie bezorgen.